# Association nationale de football tibétaine
L'Association nationale de football tibétaine (Tibetan National Football Association, TNFA) est une association de football du Tibet en exil. La TNFA a son siège à  Dharamsala, en Inde, la ville où sont également basés le Gouvernement tibétain en exil, le Parlement en exil et son chef le 14e Dalaï Lama. 

## Activités
L'Association nationale de football tibétaine a été fondée en 2001, peu après que l'autorisation a été donnée par le Kashag (Cabinet tibétain), et la déclaration selon la loi indienne. dans le but d'organiser des tournois de football et d'assister et de promouvoir l'Équipe du Tibet de football. 
Jetsun Pema, la sœur du 14e Dalaï Lama est la présidente de l'association, Thupten Dorjee le secrétaire, et Kalsang Dhondup le secrétaire exécutif. L'association organise depuis son existence le Gyalyum Chenmo Memorial Gold Cup, le tournoi de football du GCMGC qui existe depuis les années 1980. En 2003, le 17e Karmapa était l'invité principal lors du premier jour du tournoi qui s'est tenu au Tibetan Children's Villages à Dharamsala.
M. Shrikant Baldi, Député Commissaire (responsable de district en Inde) de Kangra, était l'invité principal en 2004 pour le tournoi. Le 13e GCMGC, s'est tenu en 2007, et l'invité principal était Khenchen Menling Tri Rinpoché du Monastère de Mendroling. Le 14e s'est tenu en 2008, et l'invité principal était Khyabje Ling Rinpoché
La 18e GCMGC s'est tenu du 26 mai au 5 juin 2012. Baichung Bhutia et Tim Brown assistent à la cérémonie inaugurale, tandis que le premier ministre tibétain Lobsang Sangay assiste à la cérémonie de clôture.